# Georg Hillmar
Georg Otto Hillmar (* 10. Oktober 1876 in Berlin; † 12. Dezember 1911 ebenda) war ein deutscher Gerätturner.

## Erfolge
Georg Hillmar nahm an den Olympischen Sommerspielen 1896 in Athen für Deutschland teil, nachdem er als Ersatzmann kurz vor der Abreise der Mannschaft noch für den verletzten Richard Gadebusch in die Auswahl rutschte. In den Mannschaftsdisziplinen beim Turnen nahm er mit dem deutschen Turnteam am Reck und Barren teil und holte jeweils mit ihnen Gold. Außerdem trat er in den Einzeldisziplinen Reck, Barren, Pferdsprung und Seitpferd an, jedoch ohne eine Medaille zu gewinnen.